# Villanueva de la Torre
Villanueva de la Torre község Spanyolországban, Guadalajara tartományban. Villanueva de la Torre Alovera, Azuqueca de Henares, Meco, Valdeavero, Valdeaveruelo és Quer községekkel határos. Lakosainak száma 6696 fő (2024).

## Népesség
A település népessége az utóbbi években az alábbiak szerint változott:
| Lakosok száma | 2072 | 4425 | 5131 | 6050 | 6284 | 6383 | 6554 | 6573 | 6591 | 6696 |
|               | 2001 | 2004 | 2006 | 2009 | 2011 | 2014 | 2016 | 2019 | 2021 | 2024 |